# Richard Chaney
Richard D. Chaney (* 23. Januar 1984 in Los Angeles, Kalifornien) ist ein US-amerikanischer Basketballspieler mit puerto-ricanischer Staatsbürgerschaft, der nach seinem Studium in seinem Heimatland zunächst in Europa professionell Basketball spielte. 2013 wurde er mit den Oberwart Gunners österreichischer Vizemeister und Nationalspieler für Puerto Rico, mit der er bei der kontinentalen Endrunde Amerikameisterschaft 2013 die Vizemeisterschaft errang. Anschließend war er ausschließlich in Lateinamerika aktiv neben seiner zweiten Heimat Puerto Rico. Mit dem Club Malvín gewann Chaney zwei aufeinanderfolgende Meisterschaften 2014 und 2015 in Uruguay.

## Karriere
Chaney begann sein Studium 2002 an der University of Utah und spielte für das ambitionierte Hochschulteam Utes in der Mountain West Conference der NCAA Division I, welche 1998 Finalist der NCAA Division I Basketball Championship waren. In seiner Junior-Spielzeit erreichten die Utes 2005 das Sweet Sixteen des Endturniers der Meisterschaft. Danach verließen Point Guard Mark Jackson als Senior und Sophomore Andrew Bogut, der für die NBA Draft angemeldet war und als erster Spieler ausgewählt wurde, regulär die Mannschaft. Aufsehen erregte, dass nach dem Trainerwechsel eine Saison zuvor Sophomore Justin Hawkins sowie Junior Chaney, ebenfalls Mitglieder der Starting Five, neben weiteren Reservisten auch das Team verließen, um in einem anderen Collegeteam weiterzuspielen. Die Regularien der NCAA sehen für diesen Fall vor, dass der Spieler ein Jahr lang nicht spielberechtigt ist. Chaney absolvierte für die Trojans an der Troy University im US-Bundesstaat Alabama seine abschließende Collegespielzeit, in der er knapp 15 Punkte pro Spiel erzielte.
2007 unterschrieb Chaney einen Profivertrag im türkischen Bursa bei Oyak Renault. In der darauffolgenden Saison holte ihn der türkische Trainer Tolga Öngören zu den Walter Tigers nach Tübingen in die deutsche Basketball-Bundesliga. Als Öngören zur Saison 2009/10 einen Vertrag beim regionalen Rivalen und Ligakonkurrenten EnBW Ludwigsburg unterschrieb, verpflichtete dieser ihn schließlich auch für diese Mannschaft. Nachdem sich die Ludwigsburger nicht für die Play-offs um die Meisterschaft qualifizieren konnten, ließ sich Chaney, der mit einer Option für eine weitere Spielzeit noch an den Verein gebunden war, für ein Engagement in der Sommerliga Baloncesto Superior Nacional seiner zweiten Heimat Puerto Rico freistellen. In der Zwischenzeit erfolgte in Ludwigsburg der Trainerwechsel zu Markus Jochum, welcher darauf verzichtete, die Option auf eine weitergehende Verpflichtung von Chaney einzulösen. Daraufhin wurde dieser im September 2010 auf zunächst befristeter Basis von drei Monaten vom Ligakonkurrenten Eisbären aus Bremerhaven als Ersatz für Steven Esterkamp verpflichtet. Sein Vertrag wurde Ende 2010 allerdings per Option nicht verlängert und Chaney musste im Januar 2011 das Team der Eisbären wieder verlassen.
Nach einer weiteren Spielzeit in Puerto Rico spielt Chaney in der Saison 2011/12 zusammen mit seinem ehemaligen Tübinger und Ludwigsburger Mannschaftskameraden Michael Haynes bei Optima aus Gent in Belgien unter dem ehemaligen Trainer des TBB Trier Yves Defraigne. Nach Saisonende spielte er erneut in seiner zweiten Heimat Puerto Rico für die Atleticos aus San Germán, bevor er im Dezember 2012 einen Vertrag bei den Oberwart Gunners in der ABL bekam. Mit den Gunners erreichte er die Play-off-Finalserie um die österreichische Meisterschaft in der Admiral Basketball Bundesliga 2012/13, die jedoch knapp in fünf Spielen gegen BC Zepter Vienna verlorenging. Anschließend debütierte Chaney für die puerto-ricanische Nationalmannschaft bei einer Endrunde, als diese bei der Amerikameisterschaft 2013 nach der knappen Finalniederlage gegen Mexiko die Silbermedaille gewann und sich die direkte Qualifikation für die WM-Endrunde 2014 sicherte. Bei dieser war Chaney zwar nicht dabei, aber er konnte sich mit dem Club Malvín aus der uruguayischen Hauptstadt Montevideo zwei Meisterschaften 2014 und 2015 sichern. Zur Amerikameisterschaft 2015 kehrte Chaney in den Kreis der Nationalmannschaft zurück, bei der Puerto Rico auf dem fünften Platz der zweiten Gruppenphase jedoch die Medaillenrunde im K.-o.-System verpasste. Chaney spielte zunächst ein Jahr bei CD Libertad aus Sunchales in Argentinien, bevor er wie die Jahre zuvor im Sommer der Nordhalbkugel in seine zweite Heimat Puerto Rico und der dortigen Liga BSN zurückkehrte.